# Campeonato Mundial de Hóquei no Gelo de 1962
O Campeonato Mundial de Hóquei no Gelo de 1962 foi a 29ª edição do torneio, disputada entre os dias 8 e 18 de março de 1962 em Colorado Springs e Denver, Estados Unidos. A União Soviética e a Tchecoslováquia boicotaram esse torneio. A Suécia ganhou seu terceiro título internacional.

## Fase Classificatória(A/B)
| 07 de março |     |         |  |
| Suíça       | 9-4 | Áustria |  |
|             |     |         |  |

Suíça classificou-se ao Grupo A
Áustria classificou-se ao Grupo B

## Campeonato Mundial Grupo A (Estados Unidos)

### Fase Final
| Posição | Time           | Partidas | Vitórias | Empates | Derrotas | Gols    | Pontos |
| ------- | -------------- | -------- | -------- | ------- | -------- | ------- | ------ |
| 1       | Suécia         | 7        | 7        | 0       | 0        | 67 - 10 | 14     |
| 2       | Canadá         | 7        | 6        | 0       | 1        | 58 - 12 | 12     |
| 3       | Estados Unidos | 7        | 5        | 0       | 2        | 54 - 23 | 10     |
| 4       | Finlândia      | 7        | 3        | 0       | 4        | 32 - 42 | 6      |
| 5       | Noruega        | 7        | 3        | 0       | 4        | 32 - 54 | 6      |
| 6       | Alemanha       | 7        | 2        | 0       | 5        | 27 - 36 | 4      |
| 7       | Suíça          | 7        | 1        | 0       | 6        | 21 - 60 | 2      |
| 8       | Reino Unido    | 7        | 1        | 0       | 6        | 19 - 73 | 2      |

| 08 de março |     |       |  |
| Reino Unido | 3-6 | Suíça |  |
|             |     |       |  |

| 08 de março    |      |         |  |
| Estados Unidos | 14-2 | Noruega |  |
|                |      |         |  |

| 08 de março |     |        |  |
| Finlândia   | 1-8 | Canadá |  |
|             |     |        |  |

| 09 de março |     |             |  |
| Finlândia   | 5-7 | Reino Unido |  |
|             |     |             |  |

| 09 de março |      |       |  |
| Suécia      | 17-2 | Suíça |  |
|             |      |       |  |

| 09 de março |     |         |  |
| Alemanha    | 4-6 | Noruega |  |
|             |     |         |  |

| 10 de março    |     |        |  |
| Estados Unidos | 1-2 | Suécia |  |
|                |     |        |  |

| 10 de março |     |          |  |
| Canadá      | 8-0 | Alemanha |  |
|             |     |          |  |

| 11 de março |     |       |  |
| Canadá      | 7-2 | Suíça |  |
|             |     |       |  |

| 11 de março |      |         |  |
| Reino Unido | 2-12 | Noruega |  |
|             |      |         |  |

| 11 de março    |     |           |  |
| Estados Unidos | 6-3 | Finlândia |  |
|                |     |           |  |

| 12 de março |     |       |  |
| Noruega     | 7-5 | Suíça |  |
|             |     |       |  |

| 12 de março |     |          |  |
| Reino Unido | 0-9 | Alemanha |  |
|             |     |          |  |

| 12 de março |      |           |  |
| Suécia      | 12-2 | Finlândia |  |
|             |      |           |  |

| 13 de março |     |        |  |
| Canadá      | 3-5 | Suécia |  |
|             |     |        |  |

| 13 de março    |     |          |  |
| Estados Unidos | 8-4 | Alemanha |  |
|                |     |          |  |

| 14 de março |     |       |  |
| Finlândia   | 7-4 | Suíça |  |
|             |     |       |  |

| 14 de março    |      |             |  |
| Estados Unidos | 12-5 | Reino Unido |  |
|                |      |             |  |

| 14 de março |      |         |  |
| Canadá      | 14-1 | Noruega |  |
|             |      |         |  |

| 15 de março |     |           |  |
| Alemanha    | 3-9 | Finlândia |  |
|             |     |           |  |

| 15 de março |      |             |  |
| Suécia      | 17-0 | Reino Unido |  |
|             |      |             |  |

| 16 de março |      |         |  |
| Suécia      | 10-2 | Noruega |  |
|             |      |         |  |

| 16 de março    |      |       |  |
| Estados Unidos | 12-1 | Suíça |  |
|                |      |       |  |

| 17 de março |     |         |  |
| Finlândia   | 5-2 | Noruega |  |
|             |     |         |  |

| 17 de março |      |        |  |
| Reino Unido | 2-12 | Canadá |  |
|             |      |        |  |

| 17 de março |     |          |  |
| Suécia      | 4-0 | Alemanha |  |
|             |     |          |  |

| 18 de março    |     |        |  |
| Estados Unidos | 1-6 | Canadá |  |
|                |     |        |  |

| 18 de março |     |       |  |
| Alemanha    | 7-1 | Suíça |  |
|             |     |       |  |

## Campeonato Mundial Grupo B (Estados Unidos)

### Fase Final
| Posição | Time          | Partidas | Vitórias | Empates | Derrotas | Gols    | Pontos |
| ------- | ------------- | -------- | -------- | ------- | -------- | ------- | ------ |
| 9       | Japão         | 5        | 5        | 0       | 0        | 63 - 16 | 10     |
| 10      | Áustria       | 5        | 4        | 0       | 1        | 49 - 09 | 8      |
| 11      | França        | 5        | 3        | 0       | 2        | 35 - 25 | 6      |
| 12      | Países Baixos | 5        | 2        | 0       | 3        | 20 - 46 | 4      |
| 13      | Austrália     | 5        | 1        | 0       | 4        | 13 - 51 | 2      |
| 14      | Dinamarca     | 5        | 0        | 0       | 5        | 09 - 42 | 0      |

| 08 de março |     |               |  |
| Austrália   | 4-6 | Países Baixos |  |
|             |     |               |  |

| 09 de março |      |        |  |
| Japão       | 10-8 | França |  |
|             |      |        |  |

| 10 de março |      |         |  |
| Austrália   | 0-17 | Áustria |  |
|             |      |         |  |

| 10 de março   |     |           |  |
| Países Baixos | 9-4 | Dinamarca |  |
|               |     |           |  |

| 11 de março |     |           |  |
| França      | 7-2 | Dinamarca |  |
|             |     |           |  |

| 12 de março |      |       |  |
| Austrália   | 2-13 | Japão |  |
|             |      |       |  |

| 13 de março |      |           |  |
| França      | 13-1 | Austrália |  |
|             |      |           |  |

| 13 de março   |      |         |  |
| Países Baixos | 1-12 | Áustria |  |
|               |      |         |  |

| 14 de março |     |         |  |
| Japão       | 7-3 | Áustria |  |
|             |     |         |  |

| 15 de março |     |               |  |
| França      | 6-2 | Países Baixos |  |
|             |     |               |  |

| 15 de março |     |           |  |
| Dinamarca   | 2-6 | Austrália |  |
|             |     |           |  |

| 16 de março   |      |       |  |
| Países Baixos | 2-20 | Japão |  |
|               |      |       |  |

| 16 de março |      |         |  |
| França      | 1-10 | Áustria |  |
|             |      |         |  |

| 17 de março |      |           |  |
| Japão       | 13-1 | Dinamarca |  |
|             |      |           |  |

| 18 de março |     |         |  |
| Dinamarca   | 0-7 | Áustria |  |
|             |     |         |  |